# ティル・フェルナー
ティル・フェルナー（Till Fellner、1972年3月9日 - ）は、オーストリア人のピアニスト。

## 経歴
ウィーン市立音楽院にてヘレーネ・シュタードラーに師事するほか、アルフレート・ブレンデル、メイラ・ファーカシュ、オレグ・マイセンベルク、クラウス＝クリスティアン・シュスターに師事。
1993年、スイスのヴヴェイで開催されたクララ・ハスキル国際ピアノ・コンクールで優勝。また、1998年にウィーン・モーツァルト協会よりモーツァルト解釈賞（Mozartinterpretationspreis）を授与される。
バロックから現代曲までレパートリーは幅広く、中でもJ・S・バッハ、モーツァルト、ベートーヴェン、シューベルト、リストの演奏で高い評価を得ている。
ユリウス・ロイプケのピアノソナタなど稀に演奏される作品の演奏にも力を注ぎ、キット・アームストロング、ハンス・ツェンダー、アレクサンダー・スタンコフスキー、トーマス・ラルヒャー、ハリソン・バートウィッスルの作品初演を行っている。
ソリストとして、ベルリン・フィルハーモニー管弦楽団、ウィーン・フィルハーモニー管弦楽団、ロイヤル・コンセルトヘボウ管弦楽団、ニューヨーク・フィルハーモニック、ボストン交響楽団、シカゴ交響楽団、チューリッヒ・トーンハレ管弦楽団、NHK交響楽団などのオーケストラから招待を受ける。
クラウディオ・アバド、ウラディミール・アシュケナージ、ヘルベルト・ブロムシュテット、セミヨン・ビシュコフ、クリストフ・フォン・ドホナーニ、クリストフ・エッシェンバッハ、ベルナルト・ハイティンク、ニコラウス・アーノンクール、マンフレート・ホーネック、サー・チャールズ・マッケラス、サー・ネヴィル・マリナー、クルト・マズア、ケント・ナガノ、ジョナサン・ノット、キリル・ペトレンコ、ハンス・ツェンダーら指揮者と共演。
BBC Proms London (BBCプロムス)、Festival de la Roque d’ Anthéron (ラ・ロック・ダンテロン 国際ピアノ音楽祭)、Hollywood Bowl Los Angeles (ハリウッド・ボウル)、 Klavier-Festival Ruhr (ルール ・ピアノ・フェスティバル)、Lucerne Festival(ルツェルン音楽祭)、 Mostly Mozart Festival (モーストリー・モーツアルト・フェスティバル・ニューヨーク)、Wiener Festwochen (ウィーン芸術週間)などの音楽祭に出演。
テノールのマーク・パドモアと定期的に共演するほか、室内楽でもベルチャ弦楽四重奏団、ヴァイオリニストのリサ・バティアシュヴィリ、ヴィヴィアン・ハーグナー、チェリストのエイドリアン・ブレンデルらアーティストと共に活動している。
2008年から2010年にかけて、フェルナーはベートーヴェンのピアノソナタ全曲リサイタルを7つのプログラム構成でウィーン (コンツェルトハウス)、ロンドン (ヴィグモアホール)、パリ (サル・ガヴォー)、ニューヨーク (メトロポリタン)、東京 (トッパン ホール)で行う。
2010年には、ベートーヴェンのピアノ協奏曲第4番、第5番をモントリオール交響楽団、指揮ケント・ナガノと録音。
2013年より、チューリッヒ芸術大学、2023年よりグラーツ国立音楽大学で後進の指導にあたる。2016年、ベルチャ弦楽四重奏団と録音を行ったブラームスのピアノ五重奏曲がディアパゾン・ドールを受賞。2019年、ブゾーニ国際ピアノコンクールで審査委員長を務める。
映画への関心も高く、エッセイ執筆、講演を行うほか、門下生のためにシネマ・レクチャーを企画する。

## ディスコグラフィ
- Schubert: 4 Impromptus, D 935, Op. posth. 142; Arnold Schoenberg: Suite, Op. 25; Beethoven: Sonata No. 23 in F minor, Op. 57 'Appassionata' (1992年、EMI Austria)
- Mozart: Piano Concerto No. 22 in E flat major, K 482 (Orchestre de Chambre de Lausanne/Uri Segal); Mozart: Rondo in A minor, K 511; Beethoven: Sonata No. 5 in C minor, Op. 10 No. 1 (1994年、Claves)
- Beethoven: Piano Concerto No. 2 in B flat major, Op. 19; Beethoven: Piano Concerto No. 3 in C minor, Op. 37 (The Academy of St. Martin in the Fields/Sir Neville Marriner) (1995年、Erato)
- Schumann: Kreisleriana, Op. 16; Julius Reubke: Sonata in B-flat minor (1996年、Erato)
- Schubert: Sonata in A minor, D 784, Op. posth. 143; Schubert: 6 Moments musicaux, D 780, Op. 94; Schubert: 12 Grazer Walzer, D 924, Op. 91 (1997年、Erato)
- Mozart: Piano Concerto No. 19 in F major, K 459; Mozart: Piano Concerto No. 25 in C major, K 503 (Camerata Academica Salzburg/Alexander Janiczek) (1998年、Erato)
- Beethoven: The Complete Works for Cello and Piano (Heinrich Schiff, cello) (2000年、Philips)
- J. S. Bach: The Well-Tempered Clavier, Book I, BWV 846–869 (2004年、ECM New Series)[1]
- J. S. Bach: Bach inventions|Inventions & Sinfonias, French Suite No. V (2009年、ECM New Series)[2]
- Beethoven: Piano Concerto No. 4 in G major, Op. 58; Piano Concerto No. 5 in E-flat major, Op. 73 (Orchestre symphonique de Montréal/Kent Nagano) (2010年、ECM New Series)
- Thomas Larcher: Böse Zellen for piano and orchestra (Münchener Kammerorchester/Dennis Russell Davies) (2010年、ECM New Series)
- Harrison Birtwistle: Chamber Music (Lisa Batiashvili, Adrian Brendel, Roderick Williams) (2014年、ECM New Series)
- J. Brahms: Piano Quintet in F minor, Op. 34 (Belcea Quartet) (2016年、Alpha)
- F. Liszt: Années de pèlerinage, Première année – Suisse; Beethoven: Piano Sonata No. 32 in C minor, Op. 111 (2018年、ECM New Series)